# برادينا (كونييتش)
برادينا (بالسيريلية Брадина) هي قرية في البوسنة والهرسك. وهي تقع في بلدية كونييتش التابعة لكانتون الهرسك-نيريتفا في اتحاد البوسنة والهرسك. طبقا لنتائج تعداد البوسنة عام 2013 فقد كان عدد سكانها 77 نسمة.

## التاريخ
على أراضي قرية هناك نوعان من المقابر المدرجة على قائمة الآثار الوطنية للبوسنة والهرسك.

## التركيبة السكانية

### التطور التاريخي للسكان
| 1961 | 1971 | 1981 | 1991 | 2013 |
| ---- | ---- | ---- | ---- | ---- |
| 1067 | 826  | 700  | 665  | 77   |

### المجتمع المحلي
في عام 1991 كان المجتمع المحلي للقرية يتكون من 1,457 نسمة وهم موزعون على النحو التالي:

## أعلام
- أنتي بافليتش

## وصلات خارجية
- Maplandia (بالإنجليزية)